# جوزيب يورتشيتش
جوزيب يورتشيتش (بالسلوفينية: Josip Jurčič)‏ (4 مارس 1844 - 3 مايو 1881)، كاتب وصحفي سلوفيني. تُوفي بمرض السل في ليوبليانا.
استخدم جوزيب البرنامج الأدبي الذي اقترحه وتبناه فران ليفستيك [الإنجليزية] وكان أحد أكثر الواقعيين الرومانسيين السلوفينيين تأثيرًا. التحق جوزيب بالمدرسة الابتدائية في قرية فيديم، والتي تعد منبع نهر كركا في سلوفينيا. وسميَّ كهف كركا باسمه، وقد حول المنزل الذي ولد فيه جوزيب متحف الهواء الطلق.

## أعماله المختارة
- فيرونيكا ديسينيسكا (1881)، مسرحية.
- محاكمة الماعز الشهيرة (1867)، قصة قصيرة مضحكة.
- الأخ العاشر (1866)، وتعرف بأنها أول رواية سلوفينية.
- السلوفيني الانكشاري (1864).
- ذكريات الجد (1863).
- حكاية الأفعى البيضاء (1861).